# 戈尼 (纳瓦拉)
戈尼（西班牙語：Goñi）是西班牙纳瓦拉的一个市镇。总面积42平方公里，总人口195人（2001年），人口密度5人/平方公里。